# Тансиккужина Тамара Михайлівна
Тама́ра Тансику́жина (рос. Тамара Михайловна Тансыккужина, 11 грудня 1978, Набережні Челни)
російська шашкістка, заслужений майстер спорту Росії, міжнародний гросмейстер.
Чемпіонка світу з міжнародних шашок (2001, 2003, 2004, 2007). Отримала бронзові нагороди на Пекінській інтеліаді 2008.
Тренери Черток Юрій Володимирович і Чижов Олексій Рудольфович. 
Мешкає в Уфі.